# Юрген Патока
Юрген Патока (нім. Jürgen Patocka, нар. 30 липня 1977, Відень) — колишній австрійський футболіст, захисник.
Насамперед відомий виступами за «Рапід» (Відень), а також національну збірну Австрії, у складі якої був учасником домашнього Євро-2008.

## Клубна кар'єра
У дорослому футболі дебютував 2001 року виступами за «Аустрію» (Лустенау), в якій провів три з половиною сезони, взявши участь у 80 матчах чемпіонату. Більшість часу, проведеного у складі «Аустрії» з Лустенау, був основним гравцем захисту команди.

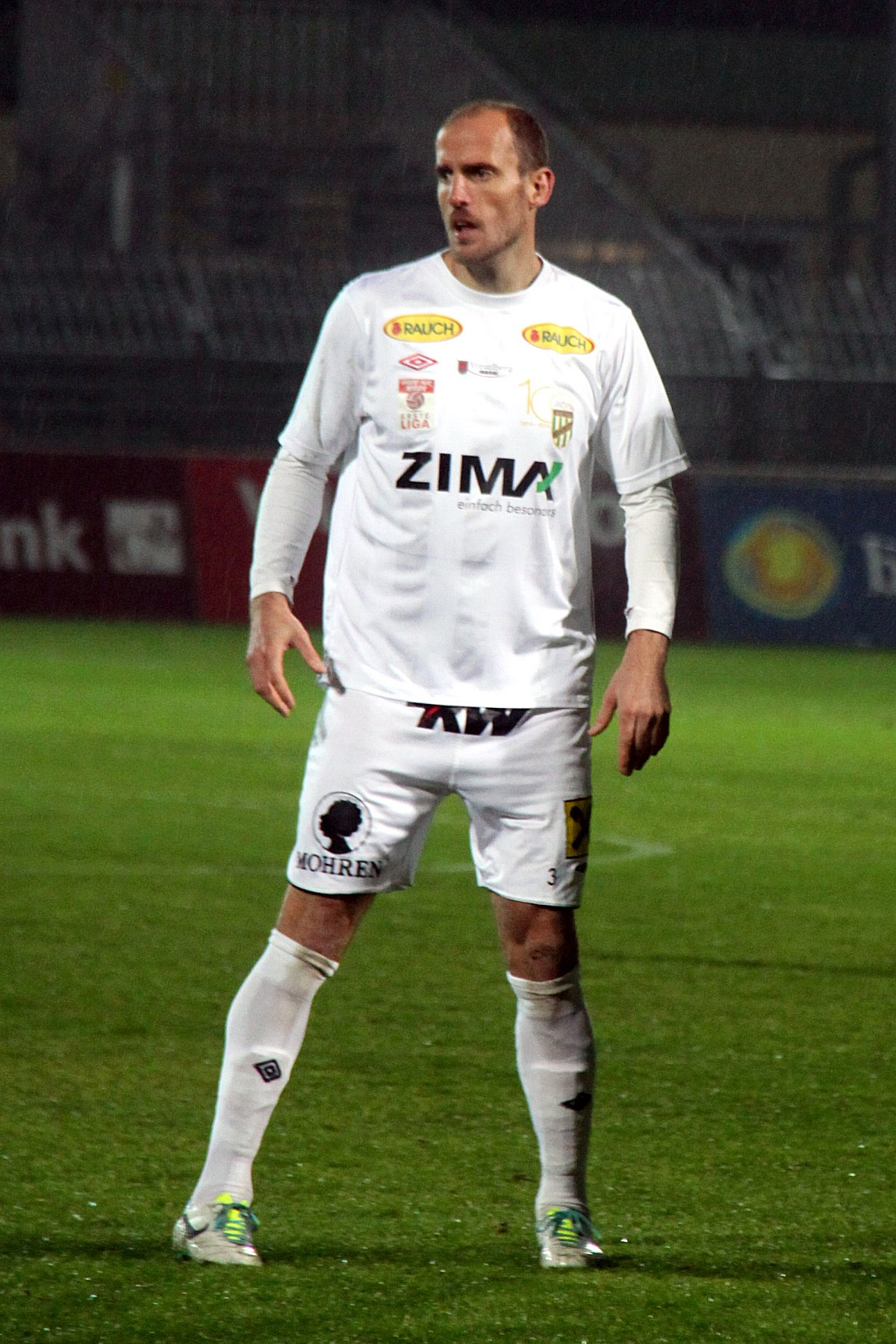
Юрген Патока під час виступів за «Аустрію» (Лустенау). 22 листопада 2013 року.

Своєю грою за цю команду привернув увагу представників тренерського штабу «Маттерсбурга», до складу якого приєднався влітку 2004 року. Відіграв за команду з Маттерсбурга наступні три сезони своєї ігрової кар'єри. Граючи у складі «Маттерсбурга» також здебільшого виходив на поле в основному складі команди.
До складу клубу «Рапід» (Відень) приєднався влітку 2007 року і в першому ж сезоні зміг з командою стати чемпіоном Австрії. Всього за п'ять сезонів встиг відіграти за віденську команду 111 матчів в національному чемпіонаті, в яких забив 7 голів.
Протягом 2012—2014 років знову захищав кольори команди клубу «Аустрія» (Лустенау), яка виступала у другому за рівнем дивізіоні країни.
З липня 2014 року став граючим тренером аматорського клубу «Егг» з четвертого за рівнем дивізіону Австрії.

## Виступи за збірну
30 травня 2007 року дебютував в офіційних матчах у складі національної збірної Австрії в товариській грі проти збірної Шотландії, який завершився поразкою австрійців з рахунком 0-1.
У складі збірної був учасником чемпіонату Європи 2008 року в Австрії та Швейцарії, проте на поле жодного разу так і не вийшов.
У 2009 році перестав викликатись до лав збірної. Всього за три роки провів у формі головної команди країни 5 матчів.

## Титули і досягнення
- Чемпіон Австрії (1):

«Рапід» (Відень): 2008